# Selección de baloncesto sub-16 de Checoslovaquia
La selección de baloncesto sub-16 de Checoslovaquia era un equipo de baloncesto de Checoslovaquia. Representó al país en competiciones internacionales masculinas de baloncesto sub-16.

## Participaciones

### Campeonato Europeo de Baloncesto Masculino Sub-16
| Año  | Pos. |
| ---- | ---- |
| 1973 | 11º  |
| 1975 | 8°   |
| 1991 | 10°  |